# صموئيل دور فولكنير
صموئيل دور فولكنير هو قاضي وسياسي أمريكي، ولد في 14 نوفمبر 1835، وتوفي في 9 أغسطس 1878. انتخب عضو جمعية ولاية نيويورك ‏.